# Rain Pilve
Rain Pilve (ur. 10 października 1970 w Tallinnie) – estoński kierowca wyścigowy.

## Biografia
Karierę rozpoczynał w kartingu. W 1986 roku został mistrzem Estonii w klasie Sojuz Junior (do 125 cm³). W 1989 roku ukończył studia na Uniwersytecie Nauk Stosowanych w Tallinnie. Zadebiutował wówczas również w wyścigach samochodów jednomiejscowych, rywalizując Estonią 21.10. W 1990 roku zdobył mistrzostwo Estońskiej Formuły Easter, jednocześnie zadebiutował w Sowieckiej Formule Easter. W sezonie 1991 wygrał dwa wyścigi i został mistrzem ZSRR. Po rozpadzie ZSRR ścigał się w Estonii oraz za granicą. W 1992 roku zdobył tytuł mistrzowski w Estońskiej Formule 1300 oraz wicemistrzowski w Estońskiej Formule 4. W 1992 roku zadebiutował również w Formule Opel Lotus, w której rywalizował do 1995 roku. Do 1995 roku uczestniczył także w Pucharze Narodów Formuły Opel Lotus, najlepszy wynik osiągając w sezonie 1995 (ósme miejsce).
W latach 1996–1999 Estończyk ścigał się w amerykańskiej serii Toyota World Sport Racer, zdobywając w 1999 roku trzecie miejsce w klasyfikacji końcowej. W 2002 roku wygrał estońską serię Yaris Cup. Następnie ścigał się Renault w serii Baltic GT, zdobywając mistrzostwo w 2004 roku oraz wicemistrzostwo dwa lata później. W sezonach 2007–2008 zdobywał trzecie miejsce w klasyfikacji końcowej FIA NEZ GT.

## Wyniki
| Legenda oznaczeń w tabelach wyników Wyświetl szablon na nowej stronie | Legenda oznaczeń w tabelach wyników Wyświetl szablon na nowej stronie                                                                     |
| Oznaczenie                                                            | Wyjaśnienie |
| --------------------------------------------------------------------- | --- |
| Złoty                                                                 | Zwycięzca lub mistrzostwo |
| Srebrny                                                               | 2. miejsce lub wicemistrzostwo |
| Brązowy                                                               | 3. miejsce lub II wicemistrzostwo |
| Zielony                                                               | Ukończył, punktował (w klasyfikacji generalnej, gdy zdobył co najmniej jeden punkt na przestrzeni sezonu, poza trzema powyższymi opcjami) |
| Niebieski                                                             | Ukończył, nie punktował (w klasyfikacji generalnej, gdy nie zdobył co najmniej jednego punktu na przestrzeni sezonu)                      |
| Czerwony                                                              | Nie zakwalifikował się (NZ) |
| Czerwony                                                              | Nie prekwalifikował się (NPK) |
| Różowy                                                                | Nie ukończył (NU) |
| Różowy                                                                | Niesklasyfikowany (NS) (w klasyfikacji generalnej, gdy nie został sklasyfikowany w żadnym wyścigu sezonu)                                 |
| Czarny                                                                | Zdyskwalifikowany (DK) |
| Czarny                                                                | Wykluczony (WYK/EX) |
| Biały                                                                 | Nie wystartował (NW) |
| Biały                                                                 | Kontuzjowany (K/INJ) |
| Biały                                                                 | Wyścig odwołany (OD/C) |
| Bez koloru                                                            | Został wycofany (WYC/WD) |
| Bez koloru                                                            | Nie przybył (NP/DNA) |
| Bez koloru                                                            | Nie brał udziału w treningach (NT/DNP) |
| Bez koloru                                                            | Nie został zgłoszony (–) |
| Pogrubienie                                                           | Start z pole position |
| Kursywa                                                               | Najszybsze okrążenie wyścigu |
| †                                                                     | Nie ukończył, ale jego rezultat został zaliczony ze względu na przejechanie więcej niż 90% dystansu wyścigu.                              |
| *                                                                     | Sezon w trakcie |
| 1/2/3                                                                 | Punktowana pozycja w sprincie kwalifikacyjnym                                                                                             |
| Lista systemów punktacji Formuły 1                                    | |

### Sowiecka Formuła Easter
| Rok  | Zespół        | Samochód      | Silnik | Wyniki w poszczególnych eliminacjach | Wyniki w poszczególnych eliminacjach | Wyniki w poszczególnych eliminacjach | Pkt. | Msc. |
| ---- | ------------- | ------------- | ------ | ------------------------------------ | ------------------------------------ | ------------------------------------ | ---- | ---- |
| 1990 |               |               |        |                                      | Łotwa                                |                                      | 0    | NS   |
| 1990 | Kalev Tallinn | Estonia 21.10 | Łada   | NU                                   | NU                                   | -                                    | 0    | NS   |
| 1991 |               |               |        |                                      | Łotwa                                |                                      | 100  | 1    |
| 1991 | Kalev Tallinn | Estonia 21.10 | Łada   | ?                                    | 1                                    | 1                                    | 100  | 1    |